# Positivity
Positivity è il quarto album del gruppo acid jazz inglese Incognito, pubblicato nel 1993 dall'etichetta discografica Talkin' Loud Records.

## Tracce
1. Step into My Life (Richard Bull, Peter Hinds, Jean-Paul Maunick) - 4:13
2. Still a Friend of Mine (Bull, Maunick) - 5:37
3. Smiling Faces (Graham Harvey, Hayden, Maunick) - 5:09
4. Where Do We Go from Here (Hayden, Maunick) - 5:21
5. Positivity (Bull, Randy Hope-Taylor, Maunick) - 3:51
6. Inversions (Beesley, Maunick) - 5:55
7. Givin' it Up (Bull, Maunick) - 5:08
8. Talkin' Loud (Bull, Harvey, Maunick) - 3:27
9. Deep Waters (Bull, Maunick) - 6:37
10. Do Right (Harvey, Hayden, Maunick) - 5:29
11. Pieces of a Dream (Bull, Maunick) - 4:19
12. Thinking 'Bout Tomorrow (Bull, Maunick, Virji) - 5:53
13. Keep the Fires Burning (Hayden, Maunick) - 5:20

## Classifiche
| Classifica (2021) | Posizione massima |
| ----------------- | ----------------- |
| Grecia            | 75                |